# Vaqueras de Bayamón
Le Vaqueras de Bayamón sono una franchigia pallavolistica femminile portoricana, con sede a Bayamón e militante nella Liga Superior.